# 水上警察署
水上警察署（すいじょうけいさつしょ）は、主に沿岸部を管轄する警察署である。日本では2013年4月現在、3警察署がある。
日本では明治期以降、外国航路を中心に貨物船が大型化し、大きな港湾では艀を使って沖合の貨物船で貨物の積み下ろしをし、陸上へ輸送する沖仲仕という港湾労働者が登場した。彼らの中には艀を自ら所有し、その一角に居住区を設けて家族と住み、港湾や河川で水上生活を送る者も大勢いた。そこで水上生活者のための学校や福祉施設が港湾都市に設けられるようになった。水上警察もこうした水上生活者の治安や、港湾や船舶にかかわる特殊な犯罪に対するために設けられた。管轄区域は、河川、河口、埋立地、沿岸付近である。なお、これらの場所については海上保安署も共管区域としている。

## 日本の水上警察署
- 横浜水上警察署（神奈川県警察）
- 大阪水上警察署（大阪府警察）
- 神戸水上警察署（兵庫県警察）

## 以前あった水上警察署
- 東京水上警察署（警視庁。2008年3月30日付で廃止。海上を担当していた舟艇課は翌日付で新設された東京湾岸警察署の水上安全課となる。）
- 名古屋水上警察署（愛知県警察。2013年3月30日付で廃止。業務は港警察署に移管）
- 広島水上警察署（系譜は現在の広島南警察署へと続く）
- 函館水上警察署、函館市水上警察署（北海道庁警察部及び函館市警察。市警察時代に函館西警察署に改称され、現在は北海道函館方面函館西警察署）
- 下関水上警察署（山口県警察。2006年4月に下関警察署に統合）
- 北九州水上警察署（福岡県警察。2008年4月1日付で廃止。関係各署へ統合）
- 長崎水上警察署（長崎県警察。1971年9月1日付で廃止。長崎警察署に統合）

## 類似する警察署
- 秋田臨港警察署（秋田県警察）
- 川崎臨港警察署（神奈川県警察）
- 博多臨港警察署（福岡県警察。1981年（昭和56年）3月31日までの名称は博多水上警察署であった）

## 旧海外領土の水上警察署
- 釜山水上警察署（現 釜山影島警察署）
- 基隆水上警察署（現 基隆港務警察局）
- 高雄水上警察署（現 高雄港務警察局）